# Valentino Lazaro
Valentino Lazaro (ur. 24 marca 1996 w Grazu) – austriacki piłkarz, pochodzenia grecko-angolskiego występujący na pozycji ofensywnego pomocnika we włoskim klubie Torino FC, do którego jest wypożyczony z Interu Mediolan oraz w reprezentacji Austrii.

## Kariera klubowa
Lazaro urodził się w Grazu. Jego matka pochodzi z Grecji, a ojciec z Angoli. Swoją karierę piłkarską rozpoczął w klubie Red Bull Salzburg. W 2012 roku awansował do kadry pierwszego zespołu Red Bulla. 3 listopada 2012 zaliczył w nim swój debiut w Bundeslidze w wygranym 5:0 domowym spotkaniu z Admirą Wacker Mödling. W sezonie 2012/2013 wywalczył z Red Bullem wicemistrzostwo Austrii. W rundzie wiosennej tamtego sezonu był wypożyczony do filialnego klubu Red Bulla, FC Liefering. W sezonie 2013/2014 został z Red Bullem mistrzem kraju oraz zdobył Puchar Austrii. W sezonie 2014/2015 również wywalczył dublet.

## Kariera reprezentacyjna
W 2013 roku Lazaro wystąpił z reprezentacji Austrii U-17 na Mistrzostwach Europy U-17. W dorosłej reprezentacji zadebiutował 30 maja 2014 w zremisowanym 1:1 towarzyskim meczu z Islandią, rozegranym w Innsbrucku. W 75. minucie tego meczu zmienił Marko Arnautovicia.

## Statystyki kariery
Stan na 7 maja 2022
| Sezon   | Klub                         | Kraj       | Rozgrywki      | Mecze | Bramki |
| ------- | ---------------------------- | ---------- | -------------- | ----- | ------ |
| 2012/13 | Red Bull Salzburg            | Austria    | Bundesliga     | 5     | 0      |
| 2012/13 | FC Liefering (wyp.)          | Austria    | Regionalliga   | 3     | 0      |
| 2013/14 | Red Bull Salzburg            | Austria    | Bundesliga     | 11    | 2      |
| 2014/15 | Red Bull Salzburg            | Austria    | Bundesliga     | 25    | 4      |
| 2015/16 | Red Bull Salzburg            | Austria    | Bundesliga     | 17    | 2      |
| 2016/17 | Red Bull Salzburg            | Austria    | Bundesliga     | 29    | 3      |
| 2017/18 | Hertha BSC                   | Niemcy     | Bundesliga     | 26    | 2      |
| 2018/19 | Hertha BSC                   | Niemcy     | Bundesliga     | 31    | 3      |
| 2017/18 | Hertha BSC II                | Niemcy     | Regionalliga   | 1     | 1      |
| 2019/20 | Inter Mediolan               | Włochy     | Serie A        | 6     | 0      |
| 2019/20 | Newcastle United F.C. (wyp.) | Anglia     | Premier League | 13    | 1      |
| 2020/21 | Borussia M'gladbach (wyp.)   | Niemcy     | Bundesliga     | 22    | 2      |
| 2021/22 | SL Benfica (wyp.)            | Portugalia | Primeira Liga  | 18    | 0      |